# Poway, California
Poway este un oraș din comitatul Diego, statul California, SUA.  Localitatea ce ocupă o suprafață de 101,9 km², avea conform unei estimări din anul 2004, 49.400 de locuitori.

## Demografie

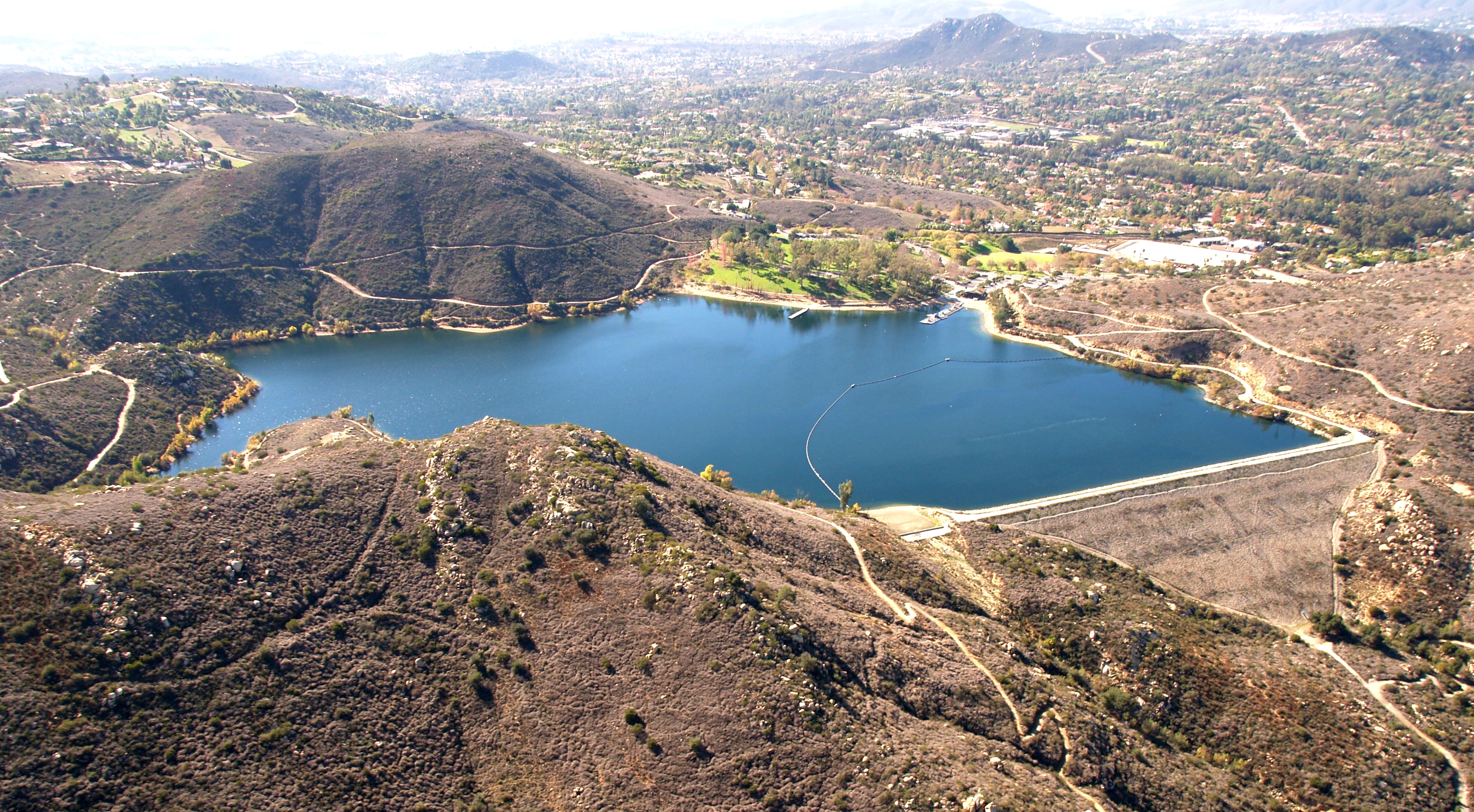
Lake Poway văzut din elicopter în 2012

## Clima
| Date climatice pentru Poway | Date climatice pentru Poway | Date climatice pentru Poway | Date climatice pentru Poway | Date climatice pentru Poway | Date climatice pentru Poway | Date climatice pentru Poway | Date climatice pentru Poway | Date climatice pentru Poway | Date climatice pentru Poway | Date climatice pentru Poway | Date climatice pentru Poway | Date climatice pentru Poway | Date climatice pentru Poway |
| Luna                        | Ian                         | Feb                         | Mar                         | Apr                         | Mai                         | Iun                         | Iul                         | Aug                         | Sep                         | Oct                         | Nov                         | Dec                         | Anual                       |
| --------------------------- | --------------------------- | --------------------------- | --------------------------- | --------------------------- | --------------------------- | --------------------------- | --------------------------- | --------------------------- | --------------------------- | --------------------------- | --------------------------- | --------------------------- | --------------------------- |
| Maxima medie °F (°C)        | 67 (19)                     | 67 (19)                     | 70 (21)                     | 72 (22)                     | 76 (24)                     | 81 (27)                     | 82 (28)                     | 81 (27)                     | 77 (25)                     | 72 (22)                     | 68 (20)                     | 67 (19)                     | 73,3 (23)                   |
| Minima medie °F (°C)        | 44 (7)                      | 45 (7)                      | 49 (9)                      | 53 (12)                     | 57 (14)                     | 61 (16)                     | 62 (17)                     | 61 (16)                     | 55 (13)                     | 48 (9)                      | 46 (8)                      | 43 (6)                      | 52 (11,1)                   |
| Precipitații inches (mm)    | 2.52 (64)                   | 2.31 (58.7)                 | 2.47 (62.7)                 | 0.88 (22.4)                 | 0.28 (7.1)                  | 0.09 (2.3)                  | 0.05 (1.3)                  | 0.07 (1.8)                  | 0.26 (6.6)                  | 0.48 (12.2)                 | 1.17 (29.7)                 | 1.39 (35.3)                 | 11,97 (304)                 |
| Sursă:                      |                             |                             |                             |                             |                             |                             |                             |                             |                             |                             |                             |                             |                             |

## Personalități marcante
- Christy Hemme, actriță
- Tom DeLonge, muzician